# Ꞧ
La Ꞧ ( ꞧ minúscula ) es una letra derivada de la letra R del alfabeto latino , combinada con la barra diacrítica . Se utilizó en la ortografía letona antes de 1921.

## Codificación
Las formas se representan en Unicode como:
U+A7A6 Ꞧ LATIN CAPITAL LETTER R WITH OBLIQUE STROKE
U+A7A7 ꞧ LATIN SMALL LETTER R WITH OBLIQUE STROKE